# Bradycneme draculae
 Bradycneme draculae (del griego "pata laboriosa" ) es la única especie conocida del género extinto Bradycneme  de dinosaurio terópodo maniraptor, que vivió a finales del período Cretácico superior, hace aproximadamente 71 y 68 millones de años, en el Maastrichtiense, en lo que es hoy Europa.
Conocido solo por un tibiotarso, encontrado en Rumania, en la Formación Sânpetru de Judethean Hunedoara, Cuenca de Haţeg, Transilvania, Rumania. Está basado en un tibiotarso distal derecho (BMNH A1588), cuál sus descubridores originales creyeron perteneciente a una extinta familia de búhos gigantes a la que llamaron Bradycnemidae. Harrison y Walker describieron dos "bradicnemidos" provenientes de Rumania en 1975: B. draculae y Heptasteornis andrewsi. Estos especímenes habían sido asignados inicialmente al supuesto pelecaniformes Elopteryx nopcsai. Bradycneme significa "pata laboriosa", del griego antiguo bradys (βραδύς) "lento", "laborioso" + kneme (κνήμη) "pata", pues el holotipo sería muy pesado si el animal había sido un búho. El nombre específico B. draculae proviene del rumano dracul, que significa  "dragón" y también en referencia a Drácula.
Ya desde 1978 con el estudio de Pierce Brodkorb, los especímenes fueron comparados con los pequeños dinosaurios terópodos. Estos tres géneros Bradycneme, Elopteryx y Heptasteornis fueron considerados sinónimos entre ellos y vueltos a separar, desde entonces muchas veces en parte debido a la naturaleza fragmentaria de los restos; existen tres fémures proximales y tres tibiotarsos dístales, que pueden pertenecer a una, dos o tres especies. Generalmente, por lo menos uno de ellas se la considera como un troodóntido.
En los estudios más recientes, Bradycneme y Heptasteornis fueron considerados el mismo y más probablemente troodóntidos en un estudio, pero Darren Naish no siguió la sinonimia y clasificó a Heptasteornis como un alvarezsáurido. El análisis cladístico no está demasiado bien adaptado para determinar la colocación de un fósil tan fragmentario, y solo sirve para que Bradycneme sea colocado entre Maniraptora incertae sedis, pero probablemente diferente de Heptasteornis que parece pertenecer en la subfamilia de Mononykinae de los alvarezsáuridos.

## En la cultura popular
Bradycneme apareció en el último episodio del documental de la BBC Planet Dinosaur representado como un trodóntido.